# 女優と名探偵
『女優と名探偵』（じょゆうとめいたんてい）は、1950年に公開された川島雄三監督の日本映画。

## スタッフ
- 監督 - 川島雄三[1]
- 製作 - 須佐寛[1]
- 脚本 - 中山隆三[1]
- 原案 - 瑞穂春海[1]
- 撮影 - 長岡博之[1]
- 美術 - 熊谷正雄[1]
- 音楽 - 万城目正[1]
- 録音 - 新楠元[2]
- 照明 - 小泉喜代司[2]
- 編集 - 杉原よ志[2]

## キャスト
- 日守新一 - 探偵[1]
- 西條鮎子 - 女優[1]
- 西條鮎子 - 女掏摸（すり）[1]
- 河村黎吉 - 高利貸[1]
- 坂本武 - 管理人[1]
- 増田順二 - 車掌[1]
- 長尾寛 - 運転手[1]
- 諸角啓二郎 - 助監督[1]
- 高木信夫 - 助監督[1]
- 高屋朗 - 門衛[1]
- 遠山文雄 - 門衛[1]
- 横山準 - 監督[1]
- 田中絹代[3] - （特別出演）[2]
- 佐分利信[3]
- 津島恵子[3]
- 小藤田正一[2]
- 土紀就一[2]
- 井上正彦[2]
- 手代木国男[2]
- 川村禾門[2]
- 紅沢葉子[2]
- 高峰三枝子[2]
- 木暮実千代[2]
- 佐野周二[2]
- 若原雅夫[2]
- 森雅之[2]
- 笠智衆[2]
- 淡島千景[2]
- 桂木洋子[2]
- 井川邦子[2]
- 日高澄子[2]
- 山内明[2]
- 依田啓二[2]
- 高橋貞二[2]
- 堀雄二[2]
- 三井弘次[2]
- 堺駿二[2]